# Aluminiumcarbid
Aluminiumcarbid ist eine anorganische chemische Verbindung aus der Gruppe der Carbide; hier zählt es zu den Methaniden (C4−), da es formal vom Methan abgeleitet ist. Es besteht aus den Elementen Aluminium und Kohlenstoff.

## Geschichte
Die Verbindung wurde erstmals im Jahr 1855 vom französischen Chemiker Henri Étienne Sainte-Claire Deville beschrieben. Der französische Chemiker Henri Moissan stellte es 1897 durch das Zusammenschmelzen von Aluminiumoxid und Calciumcarbid im elektrischen Ofen her.

## Synthese
Die Herstellung von Aluminiumcarbid erfolgt im elektrischen Ofen in Wasserstoffatmosphäre bei 2000 °C aus den Elementen. Durch Verunreinigung mit verbleibendem Aluminium ist das Reaktionsprodukt gelblich bis orange gefärbt.
Außerdem kann es bei 1100 °C aus den Elementen in Anwesenheit von Terpentin erzeugt werden.
{\displaystyle \mathrm {4\ Al+3\ C\longrightarrow Al_{4}C_{3}} }

## Eigenschaften
Es bildet farblose bis hellgelbe, hexagonale Kristalle (a = 3,325, c = 24,94 Å) und schmilzt bei einer Temperatur von 2100 °C. Oberhalb von 2200 °C ist es nicht mehr stabil und zersetzt sich.
Aufgrund seines Charakters als salzartiges Carbid reagiert Aluminiumcarbid mit Säuren zu Methan und Aluminiumsalzlösungen.
{\displaystyle \mathrm {Al_{4}C_{3}+12\,HCl\rightarrow 4\ Al^{3+}+12\,Cl^{-}+3\,CH_{4}} }
Aluminiumcarbid ist neben Berylliumcarbid das einzige Carbid, das mit Wasser unter Bildung von Methan reagiert.
{\displaystyle \mathrm {Al_{4}C_{3}+12\,H_{2}O\rightarrow 4\ Al(OH)_{3}+3\,CH_{4}} }